# União Desportiva Vilafranquense
La União Desportiva Vilafranquense, o semplicemente Vilafranquense, è stata una società calcistica portoghese con sede nel comune di Vila Franca de Xira.
Alla fine della stagione 2022-2023, il Vilafranquense cede il titolo sportivo ad un nuovo club, l'AVS.

## Storia
Nella stagione 2018-2019 vince i play-off del Campeonato de Portugal e ottiene la promozione in LigaPro. Nella stagione 2019-2020 la squadra è costretta a giocare le proprie partite interne allo stadio municipale della vicina Rio Maior.

## Palmarès

### Competizioni nazionali
- Terceira Divisão: 1

1997-1998
- Campeonato de Portugal: 1

2018-2019

## Organico

### Rosa 2022-2023
Aggiornata al 12 ottobre 2022.
| N. |                           | Ruolo | Calciatore        |
| -- | ------------------------- | ----- | ----------------- |
| 1  | Brasile (bandiera)        | P     | Luís Ribeiro      |
| 2  | Portogallo (bandiera)     | D     | Bruno Sousa       |
| 3  | Portogallo (bandiera)     | D     | Thiago Freitas    |
| 5  | Spagna (bandiera)         | D     | Kike Hermoso      |
| 6  | Portogallo (bandiera)     | C     | André Ceitil      |
| 7  | Portogallo (bandiera)     | C     | Luís Silva        |
| 8  | Portogallo (bandiera)     | C     | Bernardo Martins  |
| 9  | Costa d'Avorio (bandiera) | A     | Balla Sangaré     |
| 10 | Francia (bandiera)        | C     | Idrissa Dioh      |
| 11 | Algeria (bandiera)        | C     | Mouhamed Belkheir |
| 12 | Brasile (bandiera)        | D     | Edson Farias      |
| 13 | Brasile (bandiera)        | C     | Gabriel Pereira   |
| 14 | Guinea-Bissau (bandiera)  | C     | João Mário        |
| 16 | Inghilterra (bandiera)    | D     | Easah Suliman     |
| 17 | Guinea-Bissau (bandiera)  | C     | Umaro Baldé       |
| 18 | Brasile (bandiera)        | A     | Nenê              |

| N. |                        | Ruolo | Calciatore      |
| -- | ---------------------- | ----- | --------------- |
| 21 | Portogallo (bandiera)  | C     | Edson Mucuana   |
| 22 | Brasile (bandiera)     | D     | Léo Alaba       |
| 23 | Lussemburgo (bandiera) | D     | Eric Veiga      |
| 25 | Portogallo (bandiera)  | C     | Ricardo Dias    |
| 27 | Francia (bandiera)     | A     | Nathan Bizet    |
| 28 | Portogallo (bandiera)  | D     | Sílvio          |
| 32 | Brasile (bandiera)     | P     | Lucas Moura     |
| 37 | Portogallo (bandiera)  | C     | Idrisa Sambú    |
| 41 | Francia (bandiera)     | D     | Anthony Correia |
| 77 | Portogallo (bandiera)  | D     | Leandro Tipote  |
| 80 | Capo Verde (bandiera)  | C     | Zimbabwe        |
| 88 | Portogallo (bandiera)  | P     | Pedro Trigueira |
| 94 | Brasile (bandiera)     | D     | Léo Bahia       |
| 98 | Brasile (bandiera)     | P     | Fábio Duarte    |
|    | Portogallo (bandiera)  | C     | Júnior Franco   |
|    | Portogallo (bandiera)  | P     | Fanã            |

### Rosa 2021-2022
Aggiornata al 26 gennaio 2022.
| N. |                           | Ruolo | Calciatore        |
| -- | ------------------------- | ----- | ----------------- |
| 1  | Brasile (bandiera)        | P     | Luís Ribeiro      |
| 2  | Portogallo (bandiera)     | D     | Bruno Sousa       |
| 3  | Portogallo (bandiera)     | D     | Bruno Rafael      |
| 4  | Brasile (bandiera)        | D     | Deyvison          |
| 5  | Portogallo (bandiera)     | C     | Filipe Melo       |
| 7  | Portogallo (bandiera)     | C     | Ença Fati         |
| 8  | Portogallo (bandiera)     | C     | Bernardo Martins  |
| 9  | Costa d'Avorio (bandiera) | A     | Balla Sangaré     |
| 10 | Portogallo (bandiera)     | C     | Nuno Rodrigues    |
| 11 | Brasile (bandiera)        | C     | Yohan Miranda     |
| 13 | Portogallo (bandiera)     | C     | Gabriel Pereira   |
| 14 | Portogallo (bandiera)     | D     | Marcos Valente    |
| 15 | Senegal (bandiera)        | D     | Marco Grilo       |
| 17 | Portogallo (bandiera)     | C     | Umaro Baldé       |
| 18 | Brasile (bandiera)        | A     | Nenê              |
| 19 | Algeria (bandiera)        | A     | Mouhamed Belkheir |
| 20 | Portogallo (bandiera)     | D     | Edu Machado       |

| N. |                                 | Ruolo | Calciatore       |
| -- | ------------------------------- | ----- | ---------------- |
| 22 | Brasile (bandiera)              | C     | Léo Cordeiro     |
| 23 | Lussemburgo (bandiera)          | D     | Eric Veiga       |
| 27 | Francia (bandiera)              | A     | Nathan Bizet     |
| 28 | Portogallo (bandiera)           | C     | Wágner           |
| 32 | Portogallo (bandiera)           | D     | Mickael Moura    |
| 47 | Angola (bandiera)               | A     | Evandro Brandão  |
| 55 | Guinea-Bissau (bandiera)        | C     | João Jaquité     |
| 66 | Portogallo (bandiera)           | C     | André Ceitil     |
| 73 | Portogallo (bandiera)           | A     | André Dias       |
| 75 | Bosnia ed Erzegovina (bandiera) | P     | Suan Besic       |
| 77 | Guinea-Bissau (bandiera)        | D     | Simão Júnior     |
| 83 | Brasile (bandiera)              | P     | Adriano Facchini |
| 94 | Brasile (bandiera)              | D     | Léo Bahia        |
| 99 | Francia (bandiera)              | C     | Idrissa Dioh     |
|    | Inghilterra (bandiera)          | A     | Levi Lumeka      |
|    | Francia (bandiera)              | D     | Gabriel Mutombo  |

### Rosa 2020-2021
Aggiornata al 29 marzo 2021.
| N. |                           | Ruolo | Calciatore        |
| -- | ------------------------- | ----- | ----------------- |
| 1  | Brasile (bandiera)        | P     | Maringá           |
| 4  | Francia (bandiera)        | D     | Stéphane Sparagna |
| 5  | Portogallo (bandiera)     | D     | Diogo Coelho      |
| 6  | Portogallo (bandiera)     | C     | Diogo Izata       |
| 8  | Brasile (bandiera)        | C     | Jefferson         |
| 9  | Portogallo (bandiera)     | A     | Carlos Fortes     |
| 10 | Portogallo (bandiera)     | C     | Diogo Pinto       |
| 11 | Brasile (bandiera)        | A     | Rodrigo Rodrigues |
| 12 | Brasile (bandiera)        | P     | Bruno             |
| 13 | Portogallo (bandiera)     | C     | Gonçalo           |
| 14 | Brasile (bandiera)        | A     | Vitinho           |
| 16 | Portogallo (bandiera)     | D     | Marco Grilo       |
| 18 | Portogallo (bandiera)     | A     | André Claro       |
| 19 | Costa d'Avorio (bandiera) | D     | Alan Bidi         |

| N. |                        | Ruolo | Calciatore      |
| -- | ---------------------- | ----- | --------------- |
| 22 | Brasile (bandiera)     | C     | Léo Cordeiro    |
| 23 | Lussemburgo (bandiera) | D     | Eric Veiga      |
| 27 | Portogallo (bandiera)  | C     | Kady            |
| 30 | Portogallo (bandiera)  | C     | Nuno Rodrigues  |
| 47 | Angola (bandiera)      | C     | Evandro Brandão |
| 66 | Portogallo (bandiera)  | C     | André Ceitil    |
| 73 | Portogallo (bandiera)  | A     | André Dias      |
| 75 | Portogallo (bandiera)  | P     | Tiago Martins   |
| 77 | Brasile (bandiera)     | D     | Fernando Timbó  |
| 88 | Portogallo (bandiera)  | C     | Rúben Gonçalves |
| 90 | Portogallo (bandiera)  | D     | Vítor Bruno     |
| 97 | Brasile (bandiera)     | D     | Marcos Vinícius |
| 99 | Belgio (bandiera)      | A     | Yanis Mbombo    |